# Bothrops marajoensis
Espèce
Bothrops marajoensis est une espèce de serpents de la famille des Viperidae. 

## Répartition
Cette espèce est endémique du Brésil. Elle se rencontre dans l’État de Pará.

## Description
C'est un serpent venimeux.

## Classification
Le statut d'espèce distincte est discuté. Certains pensent qu'elle pourrait être conspécifique de Bothrops atrox car il n'existe pas de différence morphologique avec cette dernière.

## Étymologie
Son nom d'espèce, composé de marajo et du suffixe latin -ensis, « qui vit dans, qui habite », lui a été donné en référence au lieu de sa découverte, l'île de Marajó.

## Publication originale
- Hoge, 1966 "1965" : Preliminary account on Neotropical Crotalinae (Serpentes: Viperidae). Memorias do Instituto de Butantan, vol. 32, p. 109-184.